# Вячеслав Молотов
Вячеслав Михайлович Молотов (на руски: Вячесла́в Миха́йлович Мо́лотов) е съветски политик и дипломат.

## Биография
Роден е като Вячеслав Михайлович Скрябин в село Кукарка, Вятска губерния (днес град Советск, Кировска област. През 1906 г. влиза в Руската социалдемократическа работническа партия. Приема революционния псевдоним Молотов (от молот, на руски: „чук“ – виж сърп и чук). През Февруарската революция от 1917 г. заедно с Александър Шляпников ръководи болшевиките в столицата Санкт Петербург до завръщането на лидерите на партията, като Ленин, намиращи се извън страната.
От 19 декември 1930 до 9 май 1941 г. е председател на Съвета на народните комисари – ръководител на правителството на СССР (властта в СССР обаче се контролира от генералния секретар на ЦК на ВКП (б) Сталин). През 1932 г. оглавява специална комисия, изпратена в Украйна, за да организира принудителните доставки на зърно, довели до масов глад, известен като Голодомор. През май 1939 г. Молотов става външен министър и води паралелните преговори с Великобритания и Франция от една страна и с Германия от друга. В резултат през август той подписва с германския външен министър Йоахим фон Рибентроп пакта Молотов-Рибентроп, довел до подялбата на Полша между 2-те страни и съветската окупация на Прибалтика.
През 1940 г., в разгара на Зимната война с Финландия, Молотов прави пропагандното изказване, че съветските бомбардировачи хвърлят кошници с храна на гладния финландски пролетариат. Като реакция на това финландците наричат авиобомбите „кошниците на Молотов“, а бутилките със запалителна смес, с които „приветстват“ съветските танкове – „коктейл Молотов“.
През 1941 г. Сталин заема длъжността председател на Совнаркома, а Молотов остава външен министър до 1949 г. Макар и изпаднал в немилост пред Сталин, той продължава да бъде член на Политбюро и след проведения през 1952 г. конгрес. През 1948 г. съпругата му Полина Жемчужина (еврейка по произход, истинско име: Перл Карповская) е извадена от състава на кандидат-членовете на ЦК на партията (единственият гласувал „въздържал се“ е самият Молотов) и е арестувана в хода на антисемитската кампания, започната от Сталин в последните години от живота му.
След смъртта на Сталин през 1953 г. съпругата му е освободена, самият Молотов е върнат в Политбюро и е външен министър до 1956 г., но скоро влиза в противоречия с лидера Никита Хрушчов, най-вече във връзка с отношенията с Югославия, извеждането на съветските войски от Австрия и развенчаването на култа към личността на Сталин. През 1957 г., заедно с други сталинисти като Лазар Каганович, прави опит да отстрани Хрушчов. Неуспехът на опита дава повод на Хрушчов да изпрати Молотов на поредица дребни постове – първо посланик в Монголия (1957 – 1960), а след това – постоянен представител в Международната агенция за атомна енергия във Виена (1960 – 1961), докато през 1961 г. е снет от заеманите постове и е изключен от партията.
Молотов е възстановен като член на КПСС през (1984), партийният му билет му е връчен лично от генералния секретар Константин Черненко. Когато умира на 96-годишна възраст, Молотов е последният оцелял важен участник в преломните събития в Русия от 1917 г.
Не е писал спомени, но голяма част от живота му е описана от журналиста Феликс Чуев в книгата „140 беседи с Молотов“ (издадена и на български език).